# Subjektsregeln
Subjektsregeln i svenska innebär att det subjekt som är outtryckt i en satsförkortning alltid ska syfta på den referens som är subjekt för den omgivande satsen: Ada besökte Kal uppfylld av kärlek (Ada var uppfylld av kärlek, inte Kal).
Ett gammalt exempel på brott mot subjektsregeln är en mening från en skoluppsats: "Vansinnig och omgiven av dåliga rådgivare kan jag bara beklaga Erik XIV." Ett annat exempel är:"Efter att ha supit sig rejält fulla var det dags för polisen att hämta ungdomarna på festplatsen."
Ytterligare ett exempel:"Redan vid tio års ålder bör föräldrarna påbörja barnens vinutbildning, påstår M:" Grammatiskt subjekt är "barnens vinutbildning", men meningen kan tolkas som att föräldrarna är tio år.
Hur användbar subjektsregeln är har diskuterats i en doktorsavhandling med titeln Subjektsregeln finns inte av Benjamin Lyngfelt, 2002. Lyngfelt ger exemplet "Efter tio års heroinmissbruk är det svårt att hitta ett mer avskräckande exempel än Johhny Thunders". Här verkar det i och för sig finnas något i språket som associerar heroinmissbruk till någon annan än det avsedda tankesubjektet Johnny Thunders. Men den som åsyftas är i så fall inte satssubjektet (det) utan skribenten själv! Meningen är formulerad ur skribentens perspektiv.